# Ariolica argentea
Ariolica argentea är en fjärilsart som beskrevs av Butler 1881. Ariolica argentea ingår i släktet Ariolica och familjen trågspinnare. Inga underarter finns listade i Catalogue of Life.